# Gesamtbetriebsertrag
Als Gesamtbetriebsertrag bezeichnet man die Summe aus „Rohertrag“ und den „übrigen betrieblichen Erträgen“ eines Unternehmens.
Der Gesamtbetriebsertrag ist eine selten genutzte Größe. Er wird gelegentlich mit der Gesamtleistung gleichgesetzt. Insbesondere die Landwirtschaft und Hotellerie verwendet den Begriff in dieser Form. Diese Handhabung des Begriffs findet sich auch in den Jahresabschlüssen Schweizer Unternehmen.
Sogar die um die Beteiligungsergebnisse erweiterte Gesamtleistung findet sich als Gesamtbetriebserträge.